# Povijest rimske države do preobrazbe Republike
Rim je postao republikom 509. godine pr. Kr.

## Italici
Italija je dobila ime prema indoeuropskim narodima koji su sa sjevera prodrli na Apeninski poluotok potkraj 2. tisućljeća pr. Kr. Ti se narodi zajedničkim imenom nazivaju Italici. Dolaskom Italika počinje indoeuropeizacija Apeninskog poluotoka, ali je to za Italiju i početak željeznog doba. Najbrojniji italski narod bili su Latini, Samnićani i Umbri. Latini su bili miran seljački narod koji je živio od ratarstva i stočarstva. Smjestili su se u pokrajni Lacij i osnovali nekoliko manjih naselja od kojih je nastao grad Rim. U razmjerno kratkom vremenu politički i jezično ujedinili su cijelu Italiju. I ostali su italski, siromašni seljački narodi živjeli od zemljoradnje i stočarstva sve dok pod utjecajem Etruščana i Grka nisu stvorila visokorazvijene kulture. U indoeuropskoj su seobi s istoka došli i ilirski narodi. Veneti su naselili istočni dio Padske nizine te se po njima to područje kasnije nazvalo Venetijom. Dio ilirskih naroda nije došao u Italiju kopnenim putem nego brodovima preko južnog dijela Jadrana. Ti su narodi (Japigi, Daunijci, Mesapijci) naselili istočnu italsku obalu. Dolaskom novih naroda staro mediteransko stanovništvo nije svagdje potisnuto. Na području današnje ligurske obale od Genove do Alpa održali su se Liguri.

## Gali
Područje doline plovne rijeke Po (Pad) nastanjivala su plemena Gala. Gali su narod indoeuropskog podrijetla koji je u Padsku nizinu došao iz Galije (šire područje današnje Francuske). Galska su se plemena proširila cijelom zapadnom i dijelom srednje Europe. Rimljani su padsku nizinu naseljenu Galima nazivali Cisalpinska Galija (Galija s ove strane Alpa) i tako je razlikovati od Transalpinske Galije (Galija s one strane Alpa), područja u zapadnoj i dijelu srednje Europe također naseljenom Galima.

## Velika Grčka
Na jugu Apeninskog poluotoka i na Siciliji osnovane su brojne grčke kolonije. Najsjevernija grčka kolonija na Apeninskom poluotoku bila je Kuma. Najvažniji grčki gradovi u primorju južne Italije bili su Neapol (Napulj) i Tarent, a na Siciliji se svojom moći isticala Sirakuza. S juga Italije, čiji je prostor bio poznatiji kao Velika Grčka (Magna Graecia), grčki se utjecaj proširio cijelim poluotokom – mnogi su narodi prihvaćali grčke običaje i jezik te se tako širila grčka kultura. Grci su njegovali žive trgovačke veze s narodima poluotoka. Osobito su bili znani po keramičkim predmetima, ali i po uzgoju vinove loze i maslina. Zapadni dio Sicilije bio je pod vlašću Kartažana. Kartaga je bila fenička kolonija na sjeveru Afrike. Kartažani su vlast proširili i na Sardiniju i Korziku.

## Etruščani - utemeljitelji prve visoke kulture u Italiji
Prije doseljenja Gala i Grka na Apeninskom je poluotoku živjelo nekoliko naroda, od kojih su najrazvijeniji bili Etruščani. Oni su obitavali u Etruriji – zemlji između rijeka Arno i Tiber. Na temelju sličnosti s ranom grčkom kulturom neki povjesničari smatraju da su se Etruščani doselili iz Male Azije, a drugi misle da su oni autohtoni stanovnici Apeninskog poluotoka. Danas je prevladalo mišljenje koje sjedinjuje obje pretpostavke. Rimljani su Etruščane zvali Tusci pa je otuda potekao izraz za današnju pokrajinu Toskanu. Etrurija se sastojala od brojnih gradova država na čijem se se čelu nalazili kraljevi. Kraljevi su bili odjeveni u grimiznu halju koja je sezala do koljena i ogrtač sa zlatnim vezom, imali su zlatne krune, a prijestolje im je bilo od bjelokosti. No, etruščanski kraljevi nisu imali veću moć od bogate aristokracije. Aristokrati su posjedovali robove koji su obrađivali zemlju, isušivali je i gradili velike kanale te podizali gradove s vodovodima i popločanim ulicama. Na aristokratskim dvorovima održavale su se gladijatorske igre koje su kasnije preuzeli Rimljani. Raskošni život etruščanske aristokracije prikazan je u bogato opremljenim grobnicama ukrašenim brojnim freskama. Etruščani su se bavili zemljoradnjom, obrtom i trgovinom. Etrurija je doživjela gospodarski uspon zahvaljujući bogatstvu bakrom, kositrom, zlatom i željezom. Bili su vrsni majstori u obradi metala. Posebno je zlatarstvo doseglo vrhunce kakvi se rijetko kasnije javljaju. Od bronce i željeza izrađivali su oružje i oruđe. Izvozili su rude, oružje i umjetnički izrađen pribor, malene kipove i nakit. Najjače trgovačke veze uspostavili su s Feničanima i Grcima. Od Grka su preuzeli mnoge tekovine i ubrzo postali njihovi najžešći suparnici u trgovini. Baš zbog trgovine su se Etruščani rano počeli baviti pomorstvom, a bili su poznati i po gusarskim pothvatima.

## Vjerovanja, pismo i jezik Etruščana
U Etruščanskoj je vjeri snažno bio izražen kult mrtvih i strah od raznih demona. Vjerovali su u zagrobni život. Grobovi su bili umjetnički ukrašeni, a u njih su Etruščani stavljali predmete za koje su smatrali da će im biti potrebni u zagrobnom životu - željezne kacige, mačeve, štitove, opremu za konje, oruđe za sjetvu. Žene su bile pokapane s nakitom. Po uzoru na Grke imali su sportske i umjetničke pogrebne igre uz glazbu. Mnogi etruščanski bogovi bili su preuzeti iz grčke mitologije, a osim njih štovali su se i mjesni bogovi. Prirodne pojave smatrali su voljom bogova. Etruščani su vjerovali i u različita proricanja i gatanja. Tako su njihovi svećenici haruspeksi objašnjavali volju bogova s pomoću utrobe žrtvenih životinja, a auguri su proricali iz leta ptica. Etruščani su bili poznati i kao graditelji hramova. Hramovi su bili slični grčkima, ali su imali više dekoracija. Građeni su od drveta s pročeljima ukrašenim figurama od terakote. Utjecaj grčke kulture vidljiv je i u preuzimanju grčkog pisma, no etruščanski jezik nije do danas potpunorazjašnjen jer je do nas došlo malo pisanih izvora. Najduži sačuvani tekst pisan etruščanskim jezikom pohranjen je u zagrebačkom Arheološkom muzeju. Taj svjetski poznati natpis na lanenom povoju kojim je bila zamotana ženska mumija zove se Zagrebačka lanena knjiga.

## Uspon i slom Etruščanske moći
Najveći procvat Etruščani su dosegli u 6. stoljeću pr. Kr. kada su se iz svog izvornog područja između Arna i Tibera proširili na sjever Italije do Alpa, a na jugu su osvojili Lacij i Kampaniju. U to je doba Rim postao grad i u njemu su vladale etruščanske dinastije (po novom datiranju 575. pr. Kr.). Etruščani su politički i kulturno snažno utjecali na sve narode nastanjene na Apeninskom poluotoku, a kasnije su njihove tekovine preuzeli Rimljani. Pad moći dogodio se već potkraj 6. stoljeća pr. Kr. Znak slabljenja etruščanske snage bilo je oslobađanje latinskog Rima od vlasti etruščanskog kralja, galsko osvajanje Padske nizine te osamostaljenje naroda južno od Etrurije. U 3. stoljeću pr. Kr. Etruščani su u potpunosti potpali pod last Rimljana. Etruščani su bili posrednici između Grka i Rimljana. Rimljanima su predali pismo i mnoge druge tekovine koje su preuzeli od Grka. Rimljani su od Etruščana preuzeli prikazivanje bogova u ljudskom obliku, kultni kip i kamen božji hram, odijevanje vladara, trijumf, gladijatorske igre i dr. Usporedno s političkim razvojem, i umjetnost postiže vrhunac u 6. stoljeću pr. Kr. Književna umjetnička djela Etruščana nisu preživjela, ali su ostale sačuvane grobnice i hramovi. Ostavili su i iznimna slikarska i kiparska djela. Njihovi su umjetnici prikazivali gozbe, plesove, pogrebne igre i tužbalice te stvorili realistične portrete.

## Postanak grada Rima
O najstarijoj povijesti Rima zna se vrlo malo jer Rimljani nisu poznavali pismo pa iz tog vremena nema pisanih povijesnih izvora. Podrijetlo Rima još je tajnovito. Starorimska tradicija kaže da su Rim osnovali blizanci Romul i Rem, potomci trojanskog junaka Eneje koji je nakon pada Troje pobjegao u Italiju. Romul i Rem utemeljili su grad Rim 753. pr. Kr. te je potom Romul postao prvi rimski kralj. Rimljani su od legendarnog osnutka grada (ab Urbe condita) brojili godine. No znanstvenim istraživanjima otkrivena je istina. Latini su živjeli u samom središtu Apeninskog poluotoka, na lijevoj obali Tibera. Tamo su u 10. stoljeću pr. Kr. na sedam brežuljaka podigli nekoliko naselja. Najstarije naselje nalazilo se na brežuljku Palatinu. Između brežuljaka bile su močvare koje su branile stanovništvo od upada neprijatelja i pljačkaša. U 6. stoljeću pr. Kr. Etruščani su prešli Tiber i osvojili cijelo područje na kojem su obitavali Latini. Smatra se da su 575. pr. Kr. latinska naselja na sedam brežuljaka ogradili zidom i tako stvorili grad koji su prozvali Rim. Prethodno su isušili močvare između brežuljaka, usmjerivši kanalom vodu prema Tiberu. Na jednom povišenom mjestu uređen je trg Forum Romanum na kome su Latini trgovali s Etruščanima, Kartažanima i Grcima. Osim razmjene robe, Latini su tako upoznavali kulture naprednijih naroda te su od njih preuzimali razne tekovine. Trg je ubrzo postao glavno mjesto za trgovačke, državne i sudske rasprave. U središtu trga bila je govornica, a sam su trg okruživale javne zgrade, trgovine i mjenjačnice.

## Rimski kraljevi
Legenda govori da su u početku Rimom vladali kraljevi. Prvi od sedmorice kraljeva bio je Romul. On je ustrojio rimsku vojsku, podijelio građane na patricije i plebejce, osnovao senat i povećao broj stanovnika. Za vladavine
kraljeva je Rim proširio vlast na okolni teritorij. Grad je utvrđen zidinama te je počela gradnja hramova i javnih zgrada. Rim se iz nekoliko naselja razvio u jako trgovačko sredoište i najveći grad Lacija i okolice. Četvrti rimski kralj dao je sagraditi prvi most na Tiberu, na čijem je ušću osnovao koloniju Ostiu koja se razvila u rimsku luku. Krajem 7. stoljeća pr. Kr. buduće je područje Rima potpalo pod vlast Etruščana. Prvi etruščanski kralj Rima Tarkvinije Prisko sagradio je trkalište za konje i kola (Circus maximus), uveo je štovanje kapitolijskog trojstva Jupitera, Junone i Minerve te udario temelje najvećem rimskom svetištu, kapitolijskom hramu boga Jupitera. Prema etruščanskom je uzoru sagrađena i kanalizacijska mreža (Cloaca maxima). Serviju Tuliju pripisuje se provedba društvene reforme. Brojna nadmoćnost plebsa, njihov sve veći ekonomski utjecaj i činjenica da su obavljali vojnu službu i o vlastitu trošku nabavljali ratnu opremu potaknuli su njihovo uvrštenje u rimski narod. Reformom su građani podijeljeni na pet imovinskih razreda. Svaki je razred davao određeni broj vojnih postrojbi - centurija. Sirotinja bez imovine ostala je izvan te podjele. Ukinuta je stara podjela stanovništva na krvno vezane tribuse te su uvedena četiri gradska i više seoskih tribusa. Građani su se počeli sastajati u centurijskim komicijama zbog glasovanja nazvanim po centurijima. Novim je uređenjem omogućeno bolje oporezivanje i bolje vojno strojstvo. Serviju Tuliju pripisuje se i gradnja zidina kojima su utvrđena naselja na sedam brežuljaka, no povjesničari smatraju da su zidine nastale tek za rane Republike. Posljednji od tri etruščanska kralja bio je Tarkvinije Oholi. Stanovnici Rima bili su nezadovoljni njegovom vladavinom jer se oštro obračunavao s podanicima. Pod vodstvom Lucija Junija Bruta podigli su ustanak, zbacili ga s vlasti i prognali ostale Tarkvinijevce. Tako je 509. pr. Kr. posljednji rimski kralj izgubio vlast, a Rim je postao republika. Etruščani su isprva snažno utjecali na rimsku kulturu, umjetnost i arhitekturu. Rimljani su od njih preuzeli obrede, simbole vlasti, mnoge bogove, a brojni etruščani obrtnici pozvani su u Rim da obave graditeljske radove i ukrase hramove. Tek je u 4. stoljeću pr. Kr. rimska umjetnost počela razvijati vlastiti stil.

## Uređenje Rima
Rimsko se stanovništvo, prema predaji, dijelilo na 300 rodova (gens) koji su bili udruženi u 30 bratstava (curia). Deset bratstava je činilo pleme (tribus). U Rimu su postojala tri plemena. Tijekom 8. stoljeća pr. Kr. Raspadali su se rodovi i nastale su patrijarhalne obitelji (familia). Pripadnici tih starih obitelji zvali su se patriciji. U početku su samo patriciji činili rimski narod (populus Romanus). Rim je bio njihova domovina (patria). Patriciji su kao najstariji stanovnici bili povlašteni dio rimskog društva jer su imali sva politička prava i bili vlasnici zemlje. Ostali stanovnici Rima zvali su se plebejci. Oni su vjerojatno bili potomci pokorenih naroda i doseljenici. Bili su slobodni, ali nisu imali politička prava. Bavili su se zemljoradnjom, obrtom i trgovinom. Brakovi između patricija i plebejaca bili su zabranjeni. Osim plebejaca u Rimu su postojali i klijenti. To su bili slobodni ljudi koje je u zaštitu uzeo ugledan ili bogat Rimljanin – patron. Klijent je morao biti vjeran i poslušan patronu koji mu je zauzvrat dao zemlju u zakup i štitio ga pred sudom. Na čelu Rima nalazio se kralj (rex) koji je imao političku, vjersku, vojnu, sudsku i zakonodavnu vlast. No, njegova je moć ipak bila ograničena. Kralj se pri donošenju odluka morao savjetovati sa senatom. On se prema tradiciji prvotno sastojao od 100 ljudi, a zatim je povećan na 300 ljudi (starješine rodova – svaki rod daje jednog člana u senat). Članovi senata bili su pripadnici najbogatijih i najuglednijih rimskih obitelji. Oni su najčešće bili stariji od 60 godina, a dužnost senatora bila je doživotna. Svi su odrasli muškarci, pripadnici rimskog naroda, sudjelovali u vlasti čineći narodnu skupštinu. Ona je birala državne činovnike i odobravala zakone koje je predlagao senat. Kraljeva vlast nije bila nasljedna. Čak je postojala osoba koja je nakon kraljeve smrti vodila poslove monarhije sve dok se nije odredio novi kralj.

## Državno uređenje u doba Rimske republike
Nakon progona posljednjeg kralja na čelo države su došla dvojica konzula. Birali su se iz redova patricija, a obnašali su vlast godinu dana. Potom su birani novi konzuli, a stari su postali doživotni članovi senata. Konzuli su sazivali senat i skupštinu, presjedali im i brinuli se za provođenje njihovih zaključaka, a tijekom rata bili su zapovjednici vojske. Konzulima je bio podređen isprva samo jedan pretor, a kasnije dvojica koji su obnašali sudsku vlast. Narodna skupština je donosila zakone i birala državne činovnike. Vrhovna vlast je i dalje bila u rukama senata jer su senatori potvrđivali odluke skupštine, vodili vanjsku politiku, brinuli se o financijama, nadzirali rad državnih službenika te stvarali prijedloge zakona koje je skupština trebala samo načelno odobriti. Kada je državi prijetila velika opasnost, birao se diktator. Konzuli bi tada odstupili s položaja i sva je vlast na šest mjeseci predavana u ruke jednog čovjeka. S vremenom su diktatori povećavali moć te su vlast zadržavali i dulje od šest mjeseci.

## Borba za političku ravnopravnost
Ukidanjem kraljevske vlasti još su više jačali patriciji. Oni su imali ekonomsku moć i političku vlast preko senata i različitih državnih službi te nadzor nad zakonima koji su se prenosili usmenom predajom. Tada je ojačao sukob između patricija i plebejaca koji je trajao čak dva stoljeća. To je s jedne strane bila borba za zemlju, a s druge strane borba za izjednačavanje u političkim pravima. Većina plebejaca bila je siromašna, imala je malo zemlje pa se zaduživala. Ne mogavši vratiti dug, plebejci su pretvarani u robove. Tek potkraj4. stoljeća pr. Kr. ukinuto je u Rimu dužničko ropstvo. Dio plebejaca obogatio se zahvaljujući obrtu i trgovini. Ti su plebejci započeli borbu za sudjelovanje u političkom životu. Plebejci su mogli sudjelovati u radu narodne skupštine, ali nisu mogli biti birani u državne službe i postati senatori. Tražili su veća prava i stoga što su morali plaćati porez i služiti vojsku. Jedan od prvih sukoba između patricija i plebejaca zbio se 494. pr. Kr. Plebejci su uoči pohoda protiv susjednog naroda napustili Rim uz prijetnju da će osnovati vlastitu državu. Patriciji su na pregovore poslali svog čovjeka koji je imao velik ugled među plebejcima. On je uspio izmiriti suprotstavljene strane time što su patriciji pristali na ustupke. Plebejci su dobili mogućnost da među sobom biraju dvojicu predstavnika – pučke tribune. Oni su zastupali i birili se za njihova prava. Pučki tribuni birali su se na godinu dana i bili su zaštićeni – nitko ih osim narodne skupštine nije mogao smijeniti s dužnosti ili pozvati na odgovornost. Imali su i pravo veta – mogli su zabraniti provođenje neke odluke (osim naredbi diktatora) ako su smatrali da nije pravedna ili da je na štetu plebejaca. Postupno su se bogati plebejci uspjeli izboriti za bolji politički položaj. Godine 450. pr. Kr. sastavljeno je deseteročlano povjerenstvo, od kojih su petorica bili plebejci. Ono je na temelju starog običajnog prava popisalo zakone i urezalo ih na dvanaest brončanih ploča. Tako je nastao Zakonik dvanaest ploča koji je bio izložen na forumu da ga svatko može pročitati. Tim su se zakonima zapravo ozakonila prava patricija, ali su smanjene zloporabe njihove vlasti. Taj je zakonik postao osnovni izvor rimskog prava. Zakonikom je određeno privatno pravo, kazneno pravo, procesno pravo, nasljedno pravo. Zanimljivo je da su i dalje bili zabranjeni brakovi između patricija i plebejaca (dopušteni su 445. pr. Kr.). S vremenom su plebejci mogli biti birani i za konzule, a postale su im dostupne i ostale visoke državne službe – magistrature. To ipak nije značilo potpunu demokratizaciju rimskog državnog poretka s obzirom na to da političke dužnosti nisu bile pristupačne manje imućnim plebejcima. Nizom je zakona ograničena i vlast patricija koji su tako izgubili dugotrajnu političku i ekonomsku prevlast. Stvorio se novi društveni sloj – nobili. Nobile su činili patriciji i imućni plebejci koji su se uspjeli uzdići među državne službenike. Oni su vodili cjelokupnu politiku Rima. Siromašan narod nije utjecao na političke prilike u Rimskoj republici. Tako je nečije podrijetlo postalo manje bitno od njegova bogatstva pa se stanovništvo počelo dijeliti na bogataše i sirotinju.

## Rimska vojska
Rimska je vojska bila najbolja vojska starog vijeka. Resile su je željezna stega i izvrsna uvježbanost. Za rane Republike vojnici su se sami, prema svojim mogućnostima, brinuli o naoružanju. Siromašni seljaci činili su pješaštvo naoružano kopljima i mačevima. Pješaci su bili zaštićeni štitovima, a neki su imali i oklop i kacigu. Imućniji Rimljani bili su konjanici. Tek je krajem 2. stoljeća pr. Kr. ustrojena stalna vojska koja je dobivala plaću i vojnu opremu. Na čelu vojske stajao je vojskovođa – imperator. Mogli su to biti konzuli ili vojni zapovjednici koje su imenovali konzuli, odnosno senat. Osnovna postrojba u rimskoj vojsci bila je legija. Nju su činili teško i lako naoružani pješaci te konjanici. Samo su rimski građani mogli biti vojnici legije – legionari, a pomoćne čete bile su sastavljene od stanovništva pokorenih krajeva (saveznici). Veliku važnost za rimska osvajanja imali su vojni tabori. Rimljani su ih podizali na povišenom mjestu u obliku pravokutnika te ih utvrđivali. To su činili prije noćenja kako ih neprijatelj ne bi mogao iznenaditi. Svaka je postrojba imala točno određeno mjesto unutar tabora, a vojnici su spavali u šatorima. U samom središtu tabora bio je žrtvenik, šator zapovjednika i trg na kojem su se vojnici okupljali. Unutar tabora dopremale su se i različite ratne sprave za bacanje velikih strijela i kamenja, velike drvene opsadne kule te kipovi bogova. Svaki je vojnik, uz oružje, morao nositi i oruđe za gradnju uzvrda (motike, lopate, pile). Zbog takvog su opterećenja vojnici trebali biti izdržljivi, ali su na neprijateljskom prostoru imali osjećaj sigurnosti. Stega u vojsci bila je strogo održavana nagradama i kaznama. Rimski je vojnik smatrao da ide u rat voljom bogova te je bio poslušan i hrabar. Neposluh se strogo kažnjavao batinanjem ili čak smrću. No, rimski su vojnici bili i nagrađivani za hrabru borbu. Najveća čast koju je pobjednički vojskovođa mogao doživjeti bio je trijumf. Odjeven u grimiznu togu i s lovorovim vijencem na glavi vojskovođa bi u pratnji vojnika ušao u Rim u svečanoj povorci sastavljenoj od visokih državnih dužnosnika. Ushićeni bi ga Rimljani pratili kličući dok bi išao prema hramu boga Jupitera prinijeti žrtvu zahvalnicu.

## Početak osvajanja Italije
Iako su se u samom Rimu vodile žestoke borbe itmeđu patricija i plebejaca, Rimljani su težili za širenjem državnog područja. Svi slojevi rimskog društva bili su zainteresirani za odlazak u vojne pohode jer su dobivali udio u plijenu i zemlju na osvojenom području. Rimljani su najprije proširili vlast u Laciju, a zatim su se postupno nametnuli svim narodima na Apeninskom poluotoku. Nakon protjerivanja etruščanskog kralja Tarkvinija Oholog Rimljani su se oslobodili etruščanske vlasti. No, Rimljani su s Etruščanima vodili teške i iscrpljujuće ratove tijekom cijelog 5. stoljeća pr. Kr. Osobito su naporni bili ratovi s etrurskim gradom Veji. Nakon desetogodišnjeg sukoba Rimljani su 396. pr. Kr. uspjeli osvojiti taj grad.

## Provala Gala
Neposredno nakon pobjede Rimljana nad gradom Veji u srednju su Italiju sa sjevera prodrli Kelti koje su Rimljani nazivali Galima. Gali su već krajem 5. stoljeća pr. Kr. prešli Alpe, opljačkali Padsku nizinu te iz nje izbacili Etruščane. Poslije toga su nastavili pohod prema Rimu. Gali su 387. pr. Kr. zauzeli i opljačkali Rim, a jedino se održala utvrda na brežuljku Kapitoliju koju su dugo opsjedali, ali je nisu mogli osvojiti. Jedne su se noći pokušali uspeti na utvrdu, ali su se, prema predaji, probudile guske, čuvarice Junonina hrama, koje su gakanjem probudile Rimljane i oni su odbili napad Gala. Tako su guske spasile Rim. Rimljani su Galima platili otkupninu u zlatu i vratili svoju slobodu. Nakon rata s Galima Rim je ponovno bio izgrađen i utvrđen bedemima (tzv. Servijeve zidine).

## Daljnje širenje Apeninskim poluotokom
Rim se brzo oporavio od upada Gala i nastavio ekspanzionističku politiku. Rimljani su malo-pomalo uspostavili prevlast nad Ekvima, Volščanima, Latinima i Samnićanima. Za Rimljane su iznimno teški bili dugotrajni ratovi sa Samnićanima. Iako su se bavili stočarstvom, Samnićani su bili na glasu kao hrabri vojnici. Zbog stalnog porasta stanivništva težili su proširenju svojeg teritorija na okolna područja. Kada su zauzeli bogatu i plodnu Kampaniju, sukobili su se s Rimljanima. Tijekom pola stoljeća Rimljani su morali voditi čak tri rata protiv Samnićana. Iako su Samnićanima u trećem ratu pomogli Etruščani i Gali, rimska je vojska 290. g. pr. Kr. Izašla iz rata kao pobjednik. Gali su potisnuti na sjever, a Etruščani su bili prisiljeni zaključiti savez s Rimom. Tako je cijela srednja Italija došla pod rimsku vlast.

## Pohod kralja Pira
Nakon pobjede nad italskim narodima Rimljani su došli u neposrednu blizinu grčkih gradova u južnoj Italiji. Tu su se sukobili s bogatim grčkim gradom Tarentom. Tarent je u pomoć pozvao epirskog kralja Pira. Pir je bio iznimno sposoban vojskovođa koji se težio osnovati veliku državu na zapadu. Prihvativši prijedlog Tarenćana, skupio je vojsku od 25 000 ljudi i 20 ratnih slonova. Rimljani se nisu znali oduprijeti vojsci u kojoj su bili ratni slonovi i u prvoj su bitci poraženi (280. pr. Kr.). Već iduće godine je Pir ponovno porazio Rimljane, ali je imao tolike gubitke (Pirova pobjeda) da je Rimljanima ponudio sklapanje mira. Oni su to odbili i pripremili se za okršaj s Pirom koji je u međuvremenu započeo rat i s Kartažanima na Siciliji. Vrativši se u Italiju, opet se sukobio s rimskom vojskom. Rimljani su zapaljenim strelicama uplašili slonove i potom porazili Pirovu vojsku (275. pr. Kr.). Kralj je pobjegao u Epir, a Rimljani su nakon kratkog vremena pokorili i grčke gradove u južnoj Italiji. Tako je poslije dva stoljeća završilo rimsko osvajanje Italije. Posljednji je podvlašten etruščanski grad Volsinij 265. pr. Kr.

## Uređenje rimske vlasti u Italiji
Sredinom 3. stoljeća pr. Kr. Rimljani su postali gospodari cijelog Apeninskog poluotoka. Rimljani su se različito odnosili prema pokorenom stanovništvu. Nekim italskim općinama ostavili su slobodu te je njihovo stanovništvo imalo potpuno ili djelomično rimsko građansko pravo (imali su imovinsko pravo i pravo sklapanja brakova, ali ne i pravo sudjelovanja u političkom životu). Te su se općine nazivale municipiji. Veći dio pokorenih italskih naroda činio je rimske saveznike (socii). Oni su sačuvali unutarnje uređenje, ali su u vanjskim poslovima bili ovisni o Rimu. Ostale su općine u cijelosti podvrgnute rimskoj vlasti. Na taj su način Rimljani lukavo preduhitrili protivnike, onemogućivši im da se povežu zbog istih ciljeva i ustanu protiv njih. Rimljani su primjenjivali načelo podijeli pa vladaj (Divide et impera). Svi pokoreni stanovnici su davali Rimu čete za ratovanje i imali su obvezu plaćanja poreza. Na dijelu osvojenog područja Rimljani su osnivali naseobine - kolonije. Kolonije su naseljavali siromašni građani Rima i isluženi vojnici (veterani). Iz njih se postupno širio latinski jezik, a Apeninski poluotok romanizirao. Rimljani su svoju kulturu širili među pokorenim narodima mirnim putem i od njih su preuzimali različite tekovine. Novoosvojene gradove povezivali su cestama i unapređivali gradnjom javnih zgrada, vodovoda i hramova. Zahvaljujući ulaganju u njih, napredovali su promet, trgovina i različiti obrti. Rim je postupno politički, kulturno i jezično ujedinio narode Apeninskog poluotoka.

## Kartaga
Porast rimske moći nakon osvajanja Italije Rimljane je neizbježno sukobio s vladaricom zapadnog Sredozemlja – Kartagom. Kartagu su još potkraj 9. stoljeća pr. Kr. Osnovali Feničani u Sjevernoj Africi. Uskoro je počelo njezino jačanje i širenje utjecaja na području Sjeverne Afrike, a zatim je zavladala i današnjom južnom španjolskom obalom, zapadnom Sicilijom, Sardinijom, Korzikom i brojnim manjim otocima zapadnog Sredozemlja. Njezino je izdizanje bilo posljedica razvijenih trgovačkih veza, dobre poljoprivrede i snažna brodovlja.

## Prvi punski rat
Rimljani su Kartažane nazivali Punima, a ratove koje su s njima s prekidima vodili od 264. pr. Kr. Do 146. pr. Kr. Nazivamo punskim ratovima. Nakon zauzimanja Italije i davanja zaštite južnoitalskim Grcima Rimljani su ugrozili trgovačku prevlast Kartage u zapadnom dijelu Sredozemlja. Rimljani su težili i osvajanju Sicilije zbog njezine plodne zemlje i bogatstva žitom. Rimu je smetala prevlast Kartage u zapadnom Sredozemlju i zbog tih suprotnosti izbio rat. 
Prvi Punski rat započeo je 264. pr. Kr. Kartaškim osvajanjem sicilijanskog grada Mesane. Rimljani su ih otamo istjerali zauzevši grad. No, Kartažani su sa Sicilije i Sardinije nastavili napade na talijansku obalu. Nakon dugotrajne opsade Rimljani su osvojili Akragant (Agrigent) i tako došli u posjed južne Sicilije. Uvidjevši da bez snažne mornarice neće uspjeti pobijediti Kartagu, Rimljani su sagradili velike ratne brodove s pomičnim mostovima (corvi, odnosno gavranovi prema kuki kojom bi se zakačili za ogradu neprijateljskih brodova). Tako je rimsko pješaštvo moglo prijeći na neprijateljski brod i boriti se kao na kopnu. Nova je taktika Rimljanima kod Mila 260. pr. Kr. Donijela prvu veliku pomorsku pobjedu. Ohrabreni pobjedom Rimljani su prenijeli rat u Afriku kako bi zadali konačni udarac Kartagi. Iako je porazila kartašku mornaricu, rimsku su vojsku prorijedili neprestani napadi Kartažana. Na povratku u Italiju mnogi su rimski brodovi uništeni u oluji. Rimljani su Kartažane konačno porazili 241. pr. Kr. Mirovnim ugovorom Kartaga je Rimljanima ustupila Siciliju i obvezala se na plaćanje velike ratne odštete. Kartagi su obrzo oduzete i Sardinija i Korzika. Sva su tri otoka pretvorena u rimske pokrajine – provincije.

## Drugi punski rat
Kartažani su nakon gubitka Sicilije i Sardinije prebacili interesno područje u bogatu Hispaniju. Osvajanje Pirenejskog poluotoka je iz kartaških priobalnih gradova počeo Hamilkar Barka (fen. barka – munja). Na hispanskoj obali su Kartažani osnovali Novu Kartagu. Uskoro kartaški vrhovni zapovjednik postaje 25 godišnji Hanibal Barka. Njegov otac Hamilkar poučio ga je vojnoj vještini i odgojio u mržnji prema Rimljanima i težnji za osvetom. Bio je izvrstan vojskovođa, vrlo obrazovan te zbog hrabrosti i odlučnosti cijenjen među vojnicima. Hanibal je 219. g. pr. Kr. Osvojio grad Sagunt. Stanovnici Sagunta zatražili su zaštitu Rimljana koji su u to vrijeme nastojali skršiti pobune Gala u gornjoj Italiji pa Saguntu nisu poslali pomoć.
Hanibal je počeo pripremati ratni pohod preko rijeke Ebra koja je bila granica područja utjecaja Rimljana i Kartažana. Već je u proljeće 218. g. pr. Kr. Poveo kartašku vojsku od gotovo 60 000 vojnika i 38 bojnih slonova preko planinskih lanaca Pireneja i Alpa do Italije.

## Treći punski rat
50-ak godina nakon teškog poraza Kartaga se ipak obnovila. Proizvodnjom vina i maslinova ulja bili si opasna konkurencija Rimu. Kartažani su pazili da ne izazovu Rimljane, čak su im i pomagali u ratovima protiv Filipa IV. i Antioha III. Sirijskog, te Perzeja. 
Kartagu su stalno ugrožavali Numiđani, te je napad na njih bez dopuštenja Rima bio povod III. Punskom ratu.
Rimljani su od Kartažana tražili da presele svoj grad, ali oni na to nisu pristali te je počeo rat. Rimljani nisu uspjeli u jurišu, pa su uspostavili dugotrajnu opsadu grada. Šesta dana trajala je borba za svaku ulicu grada, a kad je rat završio grad je sravnan sa zemljom.

## Vanjske poveznice
- (engl.)Etrurija
- (engl.)Propast Etruščanske moći
- (engl.)Stari Rim
- (engl.)Rimska povijest
- (engl.)Osnutak Rima
- (engl.)Rimski kraljevi
- (engl.)Lucije Junije Brut  Arhivirana inačica izvorne stranice od 29. lipnja 2011. (Wayback Machine)
- (engl.)Rimljani  Arhivirana inačica izvorne stranice od 2. rujna 2006. (Wayback Machine)
- (engl.)Rana Republika  Arhivirana inačica izvorne stranice od 23. rujna 2012. (Wayback Machine)
- (engl.)Životopisi osoba iz povijesti Rima
- (engl.)Rimska vojska  Arhivirana inačica izvorne stranice od 11. kolovoza 2015. (Wayback Machine)
- (engl.)Rimska vojska